# Muelos: A Stone Age Superstition about Sexuality
Muelos: A Stone Age Superstition about Sexuality ist eine 1984 erschienene Monographie des amerikanischen Anthropologen Weston La Barre. In ihr rekonstruiert La Barre, unter Verwendung archäologischer, prähistorischer und anthropologischer Befunde, die Entstehung und Fortdauer des weltweit verbreiteten Volksglaubens, der männliche Samenerguss schwäche das Gehirn und das Rückgrat.

## Inhalt
Muelos … führt den Nachweis der Genese eines archaischen Verblendungszusammenhanges in puncto menschlicher Sexualität und seines Fortwirkens bis in die klassische Literatur oder Philosophie, den Hinduismus, die Renaissance-Kunst oder die sexualbiologischen Auffassungen der Gründerzeit. Die von La Barre verfolgten Spuren führen aus dem frühgeschichtlichen Europa über ganz Asien nach Hinterindien und in die Neue Welt. Sein Hauptaugenmerk gilt dabei der beharrlichen Irrationalität menschlicher Traditionen.

### Ursprung in Jagd-Zeremonie
Der Aberglaube, den La Barre kritisiert, hat sich nach seinen Befunden aus frühzeitlichen Jagd-Zeremonien entwickelt. Er beinhaltet, dass Knochen das Produkt des männlichen Elternteils seien, aus denen magisch ein Leib (wieder)hergestellt werden könne. La Barre kommt zu dieser Deutung durch eine Rekonstruktion des Verhaltens der Urgesellschaft nach der Jagd und dem Verzehr des erlegten Wildes. Dessen übrig gebliebene Knochen seien in Körperform ausgelegt und zeremoniell beschworen worden. Der Primitive habe auf diese Weise das für ihn überlebenswichtige Wild als neu zu erweckendes und in der nächsten Jagd-Begegnung aus den beschworenen Knochen wiederauferstandenes halluziniert. Wie Walter Burkert sieht La Barre in diesem Akt auch die Ursprünge von Religion.

### Gehirnmasse als Kraftstoff
Das primitive Denken hat nach La Barre Knochenmark, Nerven-/Hirnsubstanz und Samenflüssigkeit aufgrund deren oberflächlicher Ähnlichkeit für dieselbe Materie gehalten. Als Hauptvorrat dieses "Kraftstoffs" habe die Hirnmasse gegolten; abgehender Samen sei buchstäblich als – über das Rückgrat erfolgender – Abfluss eines begrenzten Reservoirs aufgefasst worden. Die aufgrund der Hirnmasse besondere Fruchtbarkeit des Kopfes sei für den Primitiven Ebenbild der kosmischen Fruchtbarkeit von Sonne, Regen und Gewitter gewesen.

### Gründe der Kopfjagd
Feuer, Licht, Blitze und Knochenmark/Hirnmasse/Samen seien als Aspekte desselben heiligen männlichen Mysteriums aufgefasst worden. Die Fruchtbarkeit von Menschen, Tieren oder Feldern habe daher z. B. durch die Sammlung abgetrennter menschlicher Köpfe (Samenbehälter...) vermehrt werden können. Fast jede frühzeitliche Gesellschaft, weist La Barre nach, hatte es mit Kopfjagen zu tun (unter anderem bezieht er sich hier auf die Funde in den Ofnethöhlen). Fett-Mark und Knochen waren die richtigen Opfer für die unsterblichen Geister, die ewigen Götter (viele entsprechende Stellen in der Odyssee).

### Mittel zur Unsterblichkeit
Unsterblichkeit wurde gesichert durch unterschiedliche Weisen des Zurückhaltens von "Kraftstoff". Die erstaunlichste Variante sei hier die in der Antike häufige Selbstkastrierung – z. B. des Kirchenvaters Origenes – gewesen, die nicht als Entmannung, sondern Methode aufgefasst wurde, den Samen als Inbegriff der als männlich phantasierten Unsterblichkeit zu halten.

### Geheimnis der Männlichkeit
Erwachsene Männlichkeit verdankt sich nach dem von La Barre rekonstruierten Aberglauben nicht einer natürlichen Entwicklung, sondern müsse verabfolgt werden durch besondere Verfahren, einschließlich homosexueller Akte. Männlichkeit werde ausgeschieden durch den Samen in jeder Form von Ejakulation; Männlichkeit könne solcherart geschenkt/verabreicht werden. Verlust der Männlichkeit, Macht, letztlich des Lebens schlechthin rühre vom "Verschwenden" der Lebenskraft, die ein begrenztes Kapital darstelle.

### Penetranz des Aberglauben
La Barre weist nach, wie diese Überzeugung über viele tausend Jahre auf der ganzen Welt – in Afrika, Asien, Amerika wie Europa – als unumstößlich galt, obwohl sie in keinem Punkt der Wirklichkeit entspricht. In seiner zuerst kleinkindlichen Begegnung mit übermächtigen Personen und Gegenständen, findet La Barre, lege der Mensch – vor allem in emotionalen Zwangslagen – die Welt in erheblicher Weise falsch aus. Solche Fehlinterpretationen hätten dann oft ein alarmierend langes Leben, beim Erwachsenen meist in Form von Neurosen oder Psychosen.

### Unerwartete Weiterung
Ironischerweise diskutierte selbst die Wiener Psychoanalytische Vereinigung Anfang des Jahrhunderts noch über die Masturbation in Steinzeitbegriffen. Selbst Freud schloss nicht aus, dass auf diese Weise Männlichkeit verloren geht.